# Matej Marković
Matej Marković (Zagabria, 22 luglio 1996) è un calciatore croato, portiere svincolato.

## Carriera
Cresciuto nel settore giovanile del NK Zagabria, debutta in prima squadra il 2 aprile 2014, in occasione dell'incontro di Druga hrvatska nogometna liga vinto per 3-0 contro il Lučko. Negli anni seguenti, gioca nelle serie minori del calcio croato e successivamente nella massima serie bosniaca con le maglie di Čelik Zenica, Krupa e Sarajevo, seppur con quest'ultima squadra non verrà mai impiegato. Nel 2020 viene acquistato dagli slovacchi dello Zemplín Michalovce. Rimasto svincolato al termine della stagione 2020-2021, il 19 gennaio 2022 viene ingaggiato dai greci del Levadeiakos.

## Statistiche

### Presenze e reti nei club
Statistiche aggiornate al 16 gennaio 2023.
| Stagione           | Squadra            | Campionato         | Campionato | Campionato | Coppe nazionali | Coppe nazionali | Coppe nazionali | Coppe continentali | Coppe continentali | Coppe continentali | Altre coppe | Altre coppe | Altre coppe | Totale | Totale |
| Stagione           | Squadra            | Comp               | Pres       | Reti       | Comp            | Pres            | Reti            | Comp               | Pres               | Reti               | Comp        | Pres        | Reti        | Pres   | Reti   |
| ------------------ | ------------------ | ------------------ | ---------- | ---------- | --------------- | --------------- | --------------- | ------------------ | ------------------ | ------------------ | ----------- | ----------- | ----------- | ------ | ------ |
| 2013-2014          | NK Zagabria        | 2.HNL              | 1          | 0          | CC              | 0               | 0               |                    | -                  | -                  |             | -           | -           | 1      | 0      |
| 2017-2018          | Čelik Zenica       | PL                 | 17         | -35        | CB              | 2               | -4              |                    | -                  | -                  |             | -           | -           | 19     | -39    |
| 2018-2019          | Krupa              | PL                 | 19         | -25        | CB              | 2               | -5              |                    | -                  | -                  |             | -           | -           | 21     | -30    |
| 2020-2021          | Zemplín Michalovce | SL                 | 19+6       | -32 + -7   | CS              | 0               | 0               |                    | -                  | -                  |             | -           | -           | 25     | -39    |
| gen.-giu. 2022     | Levadeiakos        | SL2                | 12+2       | -5 + 0     | CG              | -               | -               |                    | -                  | -                  |             | -           | -           | 14     | -5     |
| 2022-2023          | Levadeiakos        | SL                 | 14         | -18        | CG              | 1               | -2              |                    | -                  | -                  |             | -           | -           | 15     | -20    |
| Totale Levadeiakos | Totale Levadeiakos | Totale Levadeiakos | 26+2       | -23 + 0    |                 | 1               | -2              |                    | -                  | -                  |             | -           | -           | 29     | -25    |
| Totale carriera    | Totale carriera    | Totale carriera    | 90         | -122       |                 | 5               | -11             |                    | -                  | -                  |             | -           | -           | 95     | -133   |

## Palmarès

### Club

#### Competizioni nazionali
- Druga hrvatska nogometna liga: 1

NK Zagabria: 2013-2014
- Souper Ligka Ellada 2: 1

Levadeiakos: 2021-2022 (girone B)